# Campeonato Africano de Atletismo de 2024 - Lançamento de dardo feminino
A prova do lançamento de dardo feminino do Campeonato Africano de Atletismo de 2024 foi disputada no dia 25 de junho, no Estádio de Japoma, em Duala, nos Camarões.

## Recordes
Antes desta competição, os recordes mundiais e do campeonato nesta prova eram os seguintes:
|                       | Nome              | Nacionalidade | Distância | Local       | Data                   |
| --------------------- | ----------------- | ------------- | --------- | ----------- | ---------------------- |
| Recorde mundial       | Barbora Špotáková | Chéquia       | 72m 28cm  | Estugarda   | 13 de setembro de 2008 |
| Recorde do campeonato | Sunette Viljoen   | África do Sul | 65m 32cm  | Marraquexe  | 13 de agosto de 2014   |
| Recorde africano      | Sunette Viljoen   | África do Sul | 69m 35cm  | Nova Iorque | 9 de junho de 2012     |

## Medalhistas
| Ouro                 | Prata                    | Bronze                |
| Jo-Ane van Dyk (RSA) | Jana van Schalkwyk (RSA) | Josephine Lalam (UGA) |

## Cronograma
Todos os horários são locais (UTC+1).
| Data        | Hora  | Evento |
| ----------- | ----- | ------ |
| 25 de junho | 17:10 | Final  |

## Resultado final
A final ocorreu dia 25 de junho às 17:10.
| Posição           | Atleta                     | Nacionalidade   | #1    | #2    | #3    | #4    | #5    | #6    | Resultado | Notas |
| ----------------- | -------------------------- | --------------- | ----- | ----- | ----- | ----- | ----- | ----- | --------- | ----- |
| Medalha de ouro   | Jo-Ane van Dyk             | África do Sul   | 54.35 | 57.03 | 51.67 | 52.76 | 56.52 | 56.53 | 57.03     |       |
| Medalha de prata  | Jana van Schalkwyk         | África do Sul   | 47.68 | 52.33 | 51.93 | 51.81 | 55.14 | 51.69 | 55.14     |       |
| Medalha de bronze | Josephine Lalam            | Uganda          | x     | 52.26 | 52.20 | x     | 53.57 | 52.69 | 53.57     |       |
| 4                 | Arianne Duarte Morais      | Cabo Verde      | 50.29 | 51.06 | 52.70 | 48.91 | 47.24 | 52.60 | 52.70     | DSQ   |
| 4                 | Selma Rosun                | Ilhas Maurícias | 49.41 | x     | 47.76 | x     | 46.36 | 46.53 | 49.41     |       |
| 5                 | Victoria Kparika Effiom    | Nigéria         | x     | 47.05 | 46.26 | 46.41 | 49.15 | 46.85 | 49.15     |       |
| 6                 | Dingete Adola              | Etiópia         | 49.06 | 47.56 | 43.65 | 43.48 | 43.14 | 42.60 | 49.06     |       |
| 7                 | Rejoice Agbewodie          | Gana            | x     | 48.98 | 46.13 | 44.81 | x     | x     | 48.98     |       |
| 8                 | Damacline Mwango Nyekereri | Quênia          | 43.77 | 44.43 | 44.51 |       |       |       | 44.51     |       |
| 9                 | Bizunesh Tadesse           | Etiópia         | 43.01 | 40.29 | x     |       |       |       | 43.01     |       |
| 10                | Adèle Mafogang             | Camarões        | 33.52 | x     | 38.72 |       |       |       | 38.72     |       |

Legenda
| Recorde mundial       | Recorde mundial (World record)               |                       | Recorde africano                      | Recorde africano (African) |                                           | Q | Classificado por posição (Qualified) |
| Recorde do campeonato | Recorde do campeonato (Championship record)  | Recorde da América    | Recorde da América (Americas)         | q                          | Classificado por melhor tempo (Qualified) |   |                                      |
| Melhor marca do ano   | Melhor marca do ano (World leading)          | Recorde asiático      | Recorde asiático (Asian)              | DNS                        | Não largou (Did not start)                |   |                                      |
| Recorde nacional      | Recorde nacional (National record)           | Recorde europeu       | Recorde europeu (European)            | DNF                        | Não terminou (Did not finish)             |   |                                      |
| Recorde pessoal       | Recorde pessoal do atleta (Personal best)    | Recorde da Oceania    | Recorde da Oceania (Oceania)          | DSQ / DQ                   | Desclassificado (Disqualified)            |   |                                      |
| Recorde da temporada  | Recorde da temporada do atleta (Season best) | Recorde sul-americano | Recorde sul-americano (South America) | NM                         | Sem marca (No mark)                       |   |                                      |